# Filip Strobin
Filip Grzegorz Strobin – polski matematyk, doktor habilitowany nauk ścisłych i przyrodniczych, profesor Politechniki Łódziej.

## Kariera naukowa
W 2007 roku na Politechnice Łódzkiej uzyskał tytuł magistra matematyki. W 2009 roku został zatrudniony na tejże uczelni. W 2011 roku w Instytucie Matematycznym Polskiej Akademii Nauk uzyskał stopień doktora nauk matematycznych w zakresie matematyki na podstawie rozprawy pt. Generyczność i porowatość pewnych podzbiorów przestrzeni funkcyjnych, której promotorem był Jacek Jachymski. W latach 2013–2014 pracował również na Uniwersytecie Jana Kochanowskiego w Kielcach. W 2019 roku Wydział Fizyki Technicznej, Informatyki i Matematyki Stosowanej PŁ nadał mu stopień doktora habilitowanego nauk ścisłych i przyrodniczych w dyscyplinie matematyki na podstawie pracy pt. Uogólnione iterowane układy odwzorowań, topologicznie zwężające iterowane układy odwzorowań oraz klasy ich atraktorów.